# Craniotectus corbetti
Craniotectus corbetti es un coleóptero de la familia Chrysomelidae.
Fue descrita científicamente en 1932 por Laboissiere.